# Centro Sociale Giovanile Calcio a 5
L'Associazione Sportiva Dilettantistica Centro Sociale Giovanile, nota anche come CSG Putignano per localizzare geograficamente la squadra sugli organi di stampa, è stata una squadra italiana di calcio a 5 con sede a Putignano.

## Storia

### Le origini
Fondata nel 2001, durante i primi due anni la squadra disputa la serie C unica regionale. Nella stagione 2002-03 il Centro Sociale Giovanile vince il proprio girone prendendo parte alla finale per la promozione in serie B, uscendone tuttavia sconfitto. Maggiori soddisfazioni giungono dalla Coppa Italia, della quale i putignanesi vincono la manifestazione regionale, succedendo nell'albo d'oro allo Sport Five. Nella fase nazionale la squadra elimina CUS Potenza e Campobasso 2000 ma viene eliminata ai quarti di finale dall'Atletico Catanzaro. Con la riforma dei campionati pugliesi, nella stagione 2003-04 il CSG è ammesso al neonato campionato di serie C1 regionale, organizzato ancora su più gironi; parallelamente all'attività della prima squadra, viene potenziato anche il settore giovanile che in questa stagione vede la partecipazione dell'Under 21 al campionato nazionale. Dopo alcuni anni di assestamento, nel 2007 il CSG ottiene la promozione alla serie B nazionale, grazie alla vittoria della prima edizione della serie C1 a girone unico. Nello stesso anno vede riconoscersi anche il "Premio Disciplina".

### I campionati nazionali
La stagione 2007-08 vede l'esordio del CSG nei campionati nazionali, dove è inserito nel girone D di serie B insieme ad altre otto formazioni pugliesi. La squadra conclude la stagione regolare al quarto posto. La stagione seguente conquista la promozione in Serie A2, concludendo il proprio girone davanti alla Virtus Monopoli. Il campionato di serie A2 si rivela impegnativo e la squadra guidata da Piero Basile riesce ad evitare i play-out solo all'ultima giornata.
La stagione 2010-11 si rivela più brillante di quella precedente e il CSG giunge a sfiorare i play-off, concludendo la regular season al sesto posto. Nel 2012 la squadra retrocede in serie B, uscendo sconfitta dal doppio confronto play-out contro lo Scafati Santa Maria. Conclusa la parentesi in serie A2, dalla stagione 2012-13 la squadra è tornata a disputare stabilmente il campionato di serie B agli ordini di Michele Pannarale, proveniente dal Biancazzurro Fasano. La stagione 2015-2016 si rivela fallimentare per la squadra pugliese la quale termina il campionato al dodicesimo posto e retrocede in Serie C1. Nella stagione 2018-19 la società non si iscrive al campionato di Serie C1 per problemi economici.

## Statistiche e record
| Livello | Categoria | Partecipazioni | Debutto   | Ultima stagione | Totale |
| ------- | --------- | -------------- | --------- | --------------- | ------ |
| 2°      | Serie A2  | 3              | 2009-2010 | 2011-2012       | 3      |
| 3°      | Serie B   | 6              | 2007-2008 | 2015-2016       | 6      |
| 4°      | Serie C   | 2              | 2001-2002 | 2002-2003       | 8      |
| 4°      | Serie C1  | 6              | 2003-2004 | 2017-2018       | 8      |

## Organigramma societario
- Presidente: Domenico De Luca
- Vice Presidente: Giordano Giotta
- Direttore Generale: Montanaro Giovanni
- Dirigenti: Maselli Donato, Giannandrea Dino
- Segretario: Giovanni Massimo Bianco

- Direttore sportivo: Maselli Donato
- Allenatore: Michele Pannarale
- Vice Allenatore:
- Fisioterapista: Gadaleto Mauro
- Massaggiatore: Gadaleto Mauto